# Hermann Hreiðarsson
Hermann Hreiðarsson (Vestmannaeyjar, 11 luglio 1974) è un allenatore di calcio ed ex calciatore islandese, di ruolo difensore.

## Caratteristiche tecniche
Era un difensore centrale.

## Carriera

### Club
Entrò nel mondo del calcio inglese nell'agosto 1997, quando passò dai campioni d'Islanda del Vestmannæyja al Crystal Palace, che in quel periodo giocava in Premier League.
Dopo la retrocessione delle aquile, il difensore accettò il passaggio al Brentford, una società della Third Division; il trasferimento costò 750.000 sterline, un record per quella serie.
Il Brentford concluse vincitore il campionato, ma nell'ottobre del 1999 Hreiðarsson firmò per il Wimbledon, in Premier League. In seguito alla retrocessione dei Dons fu cercato dai neopromossi dell'Ipswich Town. In quattro stagioni disputò più di 100 partite, conquistando un posto da titolare fisso.
I bianco-blu arrivarono quinti in campionato, assicurandosi un posto per la Coppa UEFA. Dodici mesi dopo la situazione si capovolse e arrivò la retrocessione, dovuta principalmente alla mancanza di competitività della squadra per giocare nelle due competizioni contemporaneamente. L'emigrazione delle stelle della squadra convinse l'islandese ad un nuovo trasferimento, questa volta nel West Bromwich Albion.
Nel marzo del 2003 Hreiðarsson si trasferì nuovamente, stavolta al Charlton, con un contratto di tre anni e mezzo; gli Addicks pagarono 800.000 sterline, con un bonus di 100.000 sterline in caso di mancata retrocessione della squadra.
L'islandese ha debuttato nel Charlton in una sconfitta casalinga per 3 reti a 0 contro il Manchester City. Nella prima stagione mancò solo cinque partite, e già dalla seconda diventò titolare fisso.
Alla fine della stagione 2006-2007 il Charlton retrocesse, e fu la quarta retrocessione inglese di Hreiðarsson, ognuna con una squadra diversa.
Il 25 maggio 2007 il club inglese del Portsmouth ingaggiò Hreiðarsson per un contratto biennale; il difensore aveva infatti stipulato una clausola del suo contratto con il Charlton che prevedeva la rescissione in caso di retrocessione. Il 29 settembre 2007 il giocatore ha segnato il suo primo gol per il Portsmouth, in una vittoria casalinga per 7-4 contro il Reading. Al termine della stagione 2009-2010 retrocede per la quinta volta in carriera dalla Premier League alla Championship con una squadra diversa stabilendo così un record in Premier League con il gallese Nathan Blake.
Nel gennaio del 2012, durante il mercato invernale il giocatore islandese passa al Coventry City
Il 19 settembre 2012, dopo un breve periodo di prova al Portsmouth iniziato il 6 settembre, raggiunge un accordo con il Vestmannæyja divenendo il loro nuovo allenatore dalla stagione 2013 dove tuttavia continuerà a vestire anche il ruolo di calciatore. Nel 2013 torna così al club della sua città natale dopo 16 anni.

### Nazionale
Ha debuttato nella Nazionale islandese nel giugno 1996 in una partita amichevole contro Cipro, come sostituto di Alexander Högnason. Ha concluso la sua carriera in nazionale nel 2011. Con questa è diventato nel tempo uno dei leader della squadra, insieme a Eiður Guðjohnsen; in assenza di quest'ultimo giocatore infatti assumeva il ruolo di capitano della nazionale.
In Nazionale ha collezionato 89 presenze e segnato 5 reti.

### Allenatore
A gennaio del 2018 diventa il vice di David James al Kerala Blasters, squadra di calcio indiana militante nella Indian Super League.
A seguito dell'esonero di James rimediato dopo la sconfitta contro il Mumbai City per 6 a 1 gli viene affidato il ruolo di allenatore ad interim della prima squadra.

## Palmarès

### Giocatore

#### Competizioni nazionali
- Coppa d'Inghilterra: 1

Portsmouth: 2007-2008

### Allenatore

#### Competizioni nazionali
- 1. deild karla: 1

ÍBV Vestmannæyja: 2024